# 石油新城街道
石油新城街道，是中华人民共和国新疆维吾尔自治区哈密市伊州区下辖的一个乡镇级行政单位。

## 行政区划
石油新城街道下辖以下地区：
支油区社区、南区社区、中区社区和北区社区。